# Martin Bringmann

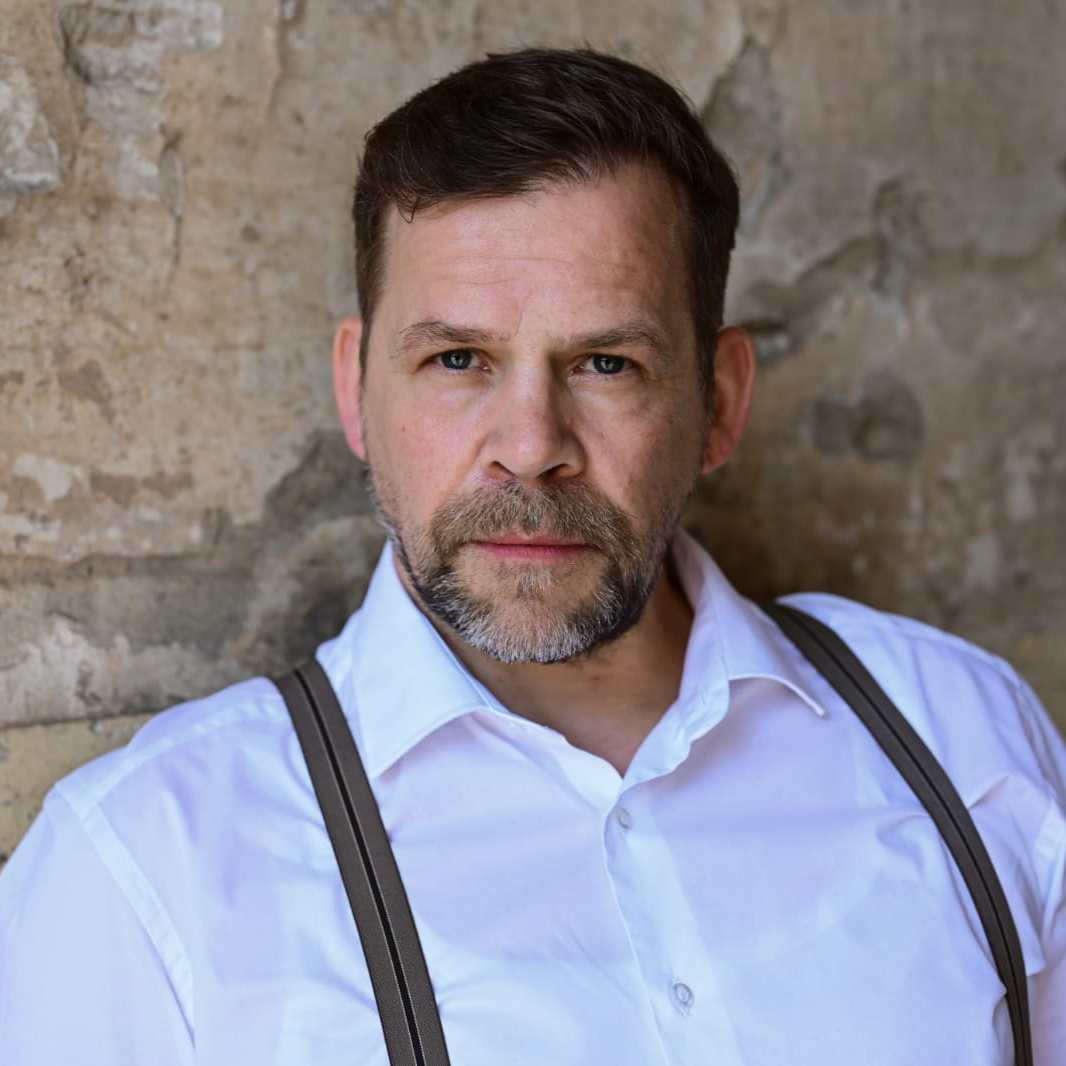
Martin Bringmann, 2020

Martin Bringmann (* 13. Dezember 1970 in Marburg an der Lahn) ist ein deutscher Schauspieler und Sprecher.

## Leben
Martin Bringmann wurde als zweiter von drei Söhnen des Althistorikers Klaus Bringmann und dessen Ehefrau Renate geboren und wuchs in Seeheim-Jugenheim an der Bergstraße auf. 
Nach seiner Schauspielausbildung an der Westfälischen Schauspielschule Bochum debütierte Martin Bringmann 1995 an den Wuppertaler Bühnen. Weitere Engagements folgten am Schauspiel Bonn, Staatstheater Mainz, Stadttheater Bremerhaven und Landestheater Tübingen. Zudem hat er Gastengagements in ganz Deutschland, u. a. am Nationaltheater Mannheim, Theater Bremen, Staatstheater Wiesbaden und bei den Burgfestspielen Bad Vilbel.
Im Jahr 1999 erhielt er den „Gaukler“-Publikumspreis der Wuppertaler Bühnen.
Als Sprecher arbeitet Martin Bringmann für Rundfunk und Werbung und hält regelmäßig Lesungen, oftmals gemeinsam mit  Gegenwartsliteraten wie Paul Auster, Claudio Magris oder David Grossman.
Martin Bringmann lebt in der Nähe von Frankfurt am Main, ist verheiratet und hat zwei Kinder.

## Theater (Auswahl)
- 2020 „Judas“ von Lot Vekemans (Regie: Thorsten Weckherlin), Landestheater Tübingen
- 2019 „Shakespeare in Love“ nach dem Drehbuch von Marc Norman & Tom Stoppard (Regie: Milena Paulovic), Burgfestspiele Bad Vilbel
- 2019 „Pippi auf den sieben Meeren“ nach Astrid Lindgren (Regie: Kirsten Uttendorf), Burgfestspiele Bad Vilbel[2]
- 2019 „35 Kilo Hoffnung“ von Anna Gavalda (Regie: Katrin Herchenröther), Staatstheater Wiesbaden
- 2019 „Twice through the heart“ von Marc Anthony Turnage (Regie: Stephan Krautwald), Staatstheater Darmstadt
- 2018 „Die Nibelungen“ von Friedrich Hebbel (Regie: Milena Paulovics), Burgfestspiele Bad Vilbel
- 2018 „Pippi Langstrumpf“ von Astrid Lindgren (Regie: Kirsten Uttendorf), Burgfestspiele Bad Vilbel
- 2017 „Viel gut essen“ von Sybille Berg (Regie: Thorsten Weckherlin), Landestheater Tübingen
- 2016 „Angerichtet“ von Herman Koch (Regie: Christoph Roos), Landestheater Tübingen
- 2015 „Wie im Himmel“ von Kay Pollack (Regie: Christoph Roos), Landestheater Tübingen
- 2015 „Die heilige Johanna der Schlachthöfe“ von Bertolt Brecht (Regie: Jan Jochymski), Landestheater Tübingen
- 2014 „Die 39 Stufen“ von Patrick Barlow (Regie: Kai Festersen), Landestheater Tübingen
- 2014 „Soul Kitchen“ von Fatih Akin (Regie: Tim Egloff), Stadttheater Bremerhaven
- 2013 „Der Räuber Hotzenplotz“ von Otfried Preußler (Regie: Ulrich Mokrusch), Stadttheater Bremerhaven
- 2012 „Waisen“ von Dennis Kelly (Regie: Erik Altorfer), Stadttheater Bremerhaven
- 2012 „Ein Volksfeind“ von Henrik Ibsen (Regie: Tobias Rott), Stadttheater Bremerhaven
- 2011 „Faust I“ von Johann Wolfgang von Goethe (Regie Thomas O. Niehaus), Stadttheater Bremerhaven
- 2010 „König Ödipus“ von Sophokles (Regie Thomas O. Niehaus), Stadttheater Bremerhaven
- 2010 „Maria Stuart“ von Friedrich Schiller (Regie: Kirsten Uttendorf), Stadttheater Bremerhaven[3]
- 2010 „alter ford escort dunkelblau“ von Dirk Laucke (Regie: Tobias Rott), Stadttheater Bremerhaven
- 2010 „Wilhelm Tell“ von Friedrich Schiller (Regie: Holk Freytag), Bad Hersfelder Festspiele
- 2005 „Seid nett zu Mr. Sloane“ von Joe Orton (Regie: Robert Schmidt), Staatstheater Mainz
- 2004 „Cabaret“ von Fred Ebb, John Kander & Joe Masteroff (Regie: Pavel Fieber), Nationaltheater Mannheim
- 2003 „Der Menschenfeind“ von Molière (Regie: Frank Patrick Steckel), Schauspiel Bonn
- 2002 „Das Badener Lehrstück vom Einverständnis“ von Bertolt Brecht (Regie: Volker Lösch), Forum Freies Theater Düsseldorf
- 2000 „Forschungen eines Hundes“ von Franz Kafka (Regie: Ingo Toben), Forum Freies Theater Düsseldorf
- 1999 „Wallenstein“ von Friedrich Schiller (Regie: Hasko Weber), Wuppertaler Bühnen
- 1998 „Popcorn“ von Ben Elton (Regie: Andreas Ingenhaag), Wuppertaler Bühnen
- 1997 „Buddy Boldens Blues“ von Michael Ondaatje (Regie: Holk Freytag), Wuppertaler Bühnen
- 1995 „Tom Sawyer und Huckleberry Finn“ von Mark Twain (Regie: Holk Freytag), Wuppertaler Bühnen

## Filmografie (Auswahl)
- 1994: Hecht & Haie (Fernsehserie, 1 Episode)
- 1997: Stadtklinik (Fernsehserie, 1 Episode)
- 2001: Koffern (Kurzfilm)
- 2002: Das Klassentreffen
- 2003: Mors Mala (Kurzfilm)
- 2003: Kain (Kurzfilm)
- 2005: Mondnacht (Kurzfilm)
- 2007: Post Mortem – Beweise sind unsterblich (Fernsehserie, 1 Episode)
- 2008: Alarm für Cobra 11 – Die Autobahnpolizei (Fernsehserie, 1 Episode)
- 2008: 112 – Sie retten dein Leben (Fernsehserie, 1 Episode)
- 2009: Geld.Macht.Liebe (Fernsehserie, 1 Episode)
- 2009: 4 Singles (Fernsehserie, 1 Episode)
- 2009: Der Staatsanwalt (Fernsehserie, 1 Episode)
- 2011: Herzflimmern – Die Klinik am See (Fernsehserie, 1 Episode)
- 2013: Nie mehr wie immer (Fernsehfilm)
- 2018: Soko Stuttgart (Fernsehserie, 1 Episode)
- 2018: Monster (Kurzfilm)

## Lesungen (Auswahl)
- 2018: „Eduard von Keyserling – 100. Todestag“, Veranstaltung der Akademie für gesprochenes Wort, Stuttgart
- 2017: „4 3 2 1“ (Paul Auster)
- 2017: „Zu Schwarzerlen erkoren, duftlos“ (Heinrich Heine, Paul Celan, Peter Weiss)
- 2017: „Literarischer Friedhofsspaziergang Tübingen“ (Friedrich Hölderlin, Walter Jens, Ludwig Uhland)
- 2017: „Verfahren eingestellt“ (Claudio Magris)
- 2016: „Kommt ein Pferd in die Bar“ (David Grossman)
- 2015: „Was ist das, was in uns lügt, hurt, stiehlt und mordet?“ (Georg Büchner)
- 2014: „Forschungen eines Hundes“ (Franz Kafka)

## Audio (Auswahl)
- 2019: „Skoda – Abräumerwochen“
- 2019: „Willenbrock Alltagshelden[4]“
- 2018: ARD Radio Tatort „Plastik im Apfelgarten“ (Martin Mosebach)
- 2018: „Honda CR-V Hybrid: Der Fernsehspot[5]“
- 2018: „KitKat Katapult“
- 2015: „Kupferbrot“ (Olaf Satzer)
- 2013: „Die letzten Feldpostbriefe des Axel Sommer“
- 2008: „Grimms Märchen“